# Cimitero di Santa Maria (Rovereto)
Il cimitero di Santa Maria è uno dei sei cimiteri situati nel territorio del comune di Rovereto; si trova al bivio tra via Benacense e via Ronchi, accanto alla chiesa di Santa Croce.

## Storia
Un tempo accanto alla chiesa di Santa Maria del Carmine sorgeva un antico cimitero che, da un certo periodo in avanti, è scomparso dal territorio e ne sono rimaste solo tracce storiche bibliografiche o nelle epigrafi. In epoca più recente, e cioè dal 1848, è stato costruito l'attuale, nell'area del Pra delle Moneghe. Al centro del cimitero vi era stata eretta una cappella, la cappella del Crocifisso, a pianta circolare della quale rimane soltanto il basamento con parte del colonnato (in seguito chiamato la Rotonda). La cappella, opera di Alessandro Cervi, venne distrutta in seguito al bombardamento aereo alleato il 28 gennaio 1945. Altri danni furono causati da un secondo bombardamento che colpì non solo quest'area ma anche l'ospedale Santa Maria del Carmine il giorno 24 aprile 1945, causando in quel caso nove vittime.
Il basamento raccoglie le tombe di alcune famose famiglie roveretane.

## Monastero di Santa Croce
Il monastero di Santa Croce è stato un luogo di culto cattolico situato nell'allora frazione di Lizzana ed attualmente nel comune di Rovereto. Sorgeva nell'area poi chiamata Pra delle Moneghe per ricordare il suo utilizzo sino al 1915 e tale denominazione si estende alle zone vicine.

## Chiesa di Santa Croce
Accanto al cimitero sorge la moderna chiesa di Santa Croce (costruita tra il 1956 ed il 1958), che appartiene alla parrocchia di Santa Maria, opera dell'architetto Giovanni Tiella, qui sepolto.

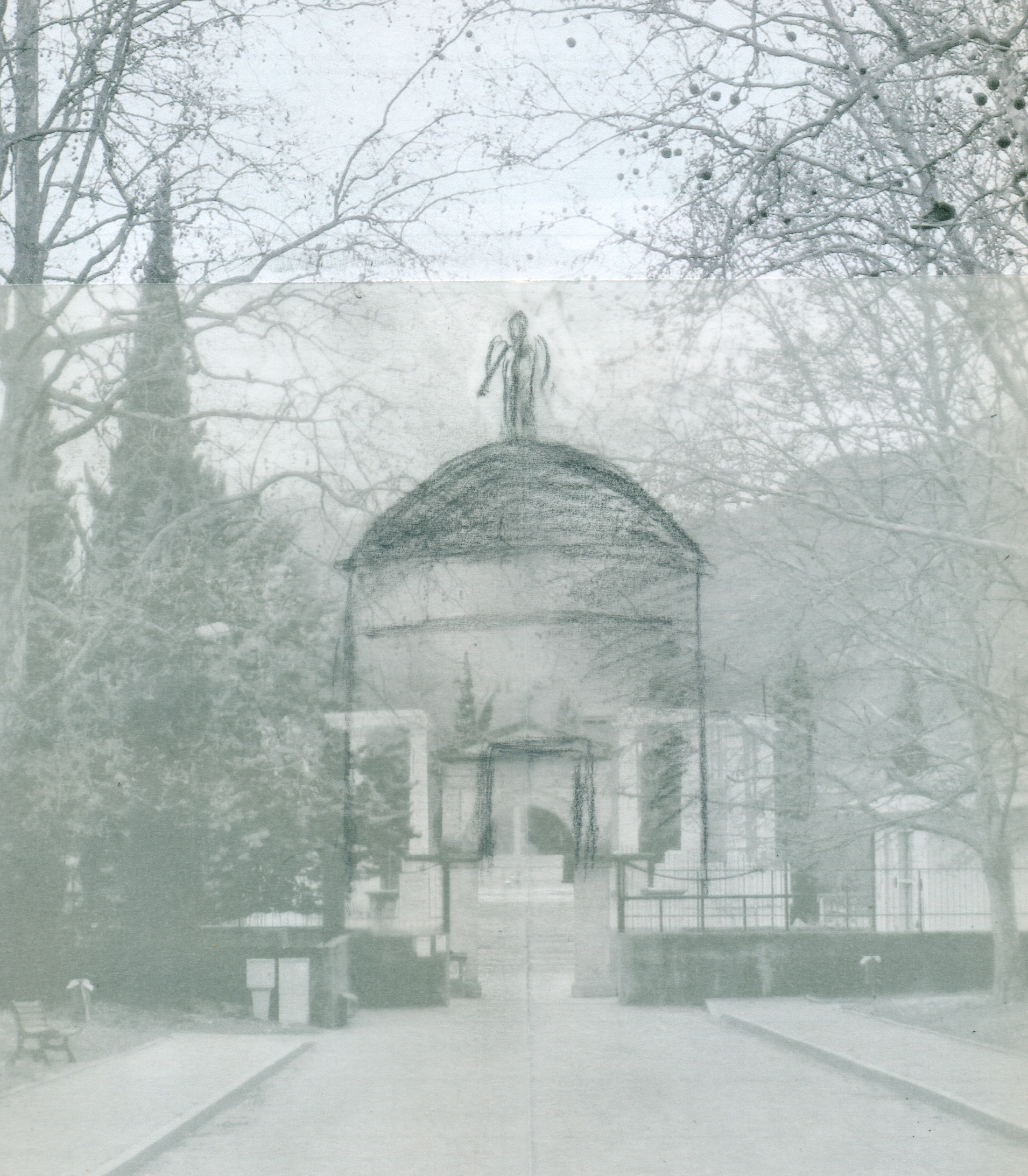
La Rotonda virtuale, con le dimensioni e la posizione che avrebbe se non fosse stata demolita dopo i bombardamenti del 1945.